# 古巴淵花鮨
古巴淵花鮨為輻鰭魚綱鱸形目鱸亞目鮨科的其中一種，分布於中西大西洋的古巴海域，棲息深度366-412公尺，體長可達6.2公分，為深海底棲性魚類，屬肉食性，生活習性不明。

## 擴展閱讀
維基物種上的相關：古巴淵花鮨